# Алфёров, Николай Фёдорович (1871)
Алфёров, Николай Фёдорович (5 августа 1871 - ?) - участник русско-японской войны, в Первую мировую войну командир Лифляндского 97 пехотного полка.

## Биография
Уроженец Орловской губернии. Сын коллежского секретаря. Православного вероисповедания. Получил общее домашнее образование. В службу вступил 21.7.1889 рядовым на правах вольноопределяющегося 2-го разряда в 144-й пех. Каширский полк.
Младший унтер-офицер (приказ 22.8.1890). Окончил курс Чугуевского пехотного юнкерского училища по 1-му разряду. Переименован в Подпрапорщики (4.8.1892) с переводом в 98-й пехотный Дерптский полк.
Подпоручик (приказ 7.2.1893; старшинство с 1.9.1892) с переводом в 97-й пехотный Лифляндский полк.
Поручик (приказ 15.4.1897; старшинство с 1.9.1896). 31 августа командирован в Виленское пехотное юнкерское училище на должность младшего офицера.
Штабс-капитан (приказ 15.4.1901; старшинство с 1.9.1900). 29.11.1902 откомандирован в свой полк по собственному желанию.
Участник Русско-японской войны 1904-1905.
22.5.1904 переведен в 4-й пехотный Сибирский Верхнеудинский полк. 2.7.1904 принял 1-ю роту.
Капитан (приказ 4.11.1904; старшинство с 1.9.1904).
18.2.1905 в бою на Гаодуминском перевале ранен.
4.2.1906 переведен в 97-й пехотный Лифляндский полк. 27.6.1906 прибыл в полк и назначен командиром 2-й роты.
28.8.1906 причислен к Александровскому Комитету о раненых по 3-му классу.
23.7.1914 в составе полка выступил на Великую войну. 4.8.1914 в бою у Сталлупенена был ранен и отправлен на лечение.
Подполковник (приказ 05.10.1914; старшинство с 4.8.1914 за отличия в делах против германцев).
12.10.1914 назначен командиром 4-го батальона.
25.10.1914 в бою у деревни Кассубен ранен и отправлен на лечение.
25.3.1915 назначен командиром 1-го батальона.
С 22.5.1915 по 12.10.1916 находился в командировке на этапных линиях. Занимал должности председателя суда 25-го этапного батальона 4-й армии, командира 3-й этапной роты и коменданта начального распределительного этапа № 6 в Минске.
12.10.1916 по распоряжению штаба 4-й армии откомандирован на службу в свой полк. 04.12.1916 назначен командиром 4-го батальона.
Полковник (приказ 17.1.1917; старшинство с 19.7.1915).
10.4.1917 назначен помощником командира полка. 25.4.1917 назначен временно командующим полком. 24.7.1917 утвержден в должности командира 97-го пехотного Лифляндского полка. 23.12.1917 отправился в краткосрочный отпуск. 20.1.1918 г. исключен из списков полка, как не явившийся из отпуска и числившийся в бегах.
Есть сведения, что Алфёров погиб, будучи в эмиграции в Париже (был сбит автомобилем).

## Награды
- Орден Св. Станислава 3-й ст. (15.07.1901);
- Орден Св. Анны 3-й ст. с мечами и бантом (02.02.1906; за отличие под Ляояном);
- Орден Св. Анны 4-й ст. с надписью "За храбрость" (11.03.1906);
- Орден Св. Станислава 2-й ст. с мечами (18.01.1907).
- Орден Св. Анны 2-й ст. (06.12.1910);
- Мечи к ордену Св. Анны 2-й степени (03.08.1916);
- Орден Св. Владимира 4-й ст. (05.01.1917; за отлично-усердную службу и труды, понесенные во время войны);
- Солдатский Георгиевский крест 4-й ст. с лавровой ветвью (07.08.1917; за отличие 10.07.1917 в бою за высоту 1292);
- Мечи и бант к ордену Св. Владимира 4-й ст. (приказ войскам Румынского фронта 06.08.1917);
- Орден Св. Владимира 3-й ст. с мечами (05.10.1917).